# Rüttewies-Scheibenrain
Das Naturschutzgebiet Rüttewies-Scheibenrain befindet sich auf dem Gebiet der Gemeinde Dachsberg (Südschwarzwald) im Landkreis Waldshut.

## Kenndaten
Das Naturschutzgebiet wurde mit Verordnung des Regierungspräsidiums Freiburg vom 10. Dezember 1997 ausgewiesen und hat eine Größe von 64,3334 Hektar. Es wird unter der Schutzgebietsnummer 3.244 geführt. Der CDDA-Code für das Naturschutzgebiet lautet 165272 und entspricht der WDPA-ID.

## Lage und Beschreibung
Das Naturschutzgebiet Rüttewies-Scheibenrain befindet sich auf dem Gebiet der Gemeinde Dachsberg (Südschwarzwald) auf der Gemarkung Urberg mit einer Größe von rund 64 ha.
Das Naturschutzgebiet beinhaltet ein vielfältiges Mosaik unterschiedlicher Lebensräume wie z. B. Hoch- und Niedermoore, Feucht- und Magerwiesen sowie Magerrasen und Wälder als Lebensraum teilweise stark gefährdeter Tier- und Pflanzenarten und als Biotopverbund extensiv genutzter Magerrasen in den Gewannen „Bengelbruck“, „Scheibenrain“ sowie „Hintere Waid“ mit den sie verbindenden Landschaftsteilen.

## Schutzzweck
Wesentlicher Schutzzweck des Naturschutzgebiets ist die Erhaltung und Entwicklung des Gebiets
- als vielfältiges Mosaik unterschiedlicher Lebensräume wie z. B. Hoch- und Niedermoore, Feucht- und Magerwiesen sowie Magerrasen und Wälder,
- als Lebensraum teilweise stark gefährdeter Tier- und Pflanzenarten und
- als Biotopverbund extensiv genutzter Magerrasen in den Gewannen „Bengelbruck“, „Scheibenrain“ sowie „Hintere Waid“ mit den sie verbindenden Landschaftsteilen.

## Arteninventar
Im Naturschutzgebiet Rüttewies-Scheibenrain wurden folgende Arten erfasst:
- Höhere Pflanzen/Farne

Andromeda polifolia (Rosmarinheide), Antennaria dioica (Gewöhnliches Katzenpfötchen), Aquilegia vulgaris agg. (Artengruppe Gewöhnliche Akelei), Arnica montana (Berg-Wohlverleih), Carex davalliana (Davalls Segge), Carex echinata (Stern-Segge), Carex flava agg. (Artengruppe Gelbsegge), Carex nigra agg. (Artengruppe Braune Segge), Carex pauciflora (Wenigblütige Segge), Carex pulicaris (Floh-Segge), Carex rostrata (Schnabel-Segge), Cuscuta epithymum (Thymian-Seide), Dactylorhiza maculata agg. (Artengruppe Geflecktes Knabenkraut), Dactylorhiza majalis agg. (Artengruppe Breitblättriges Knabenkraut), Dianthus deltoides (Heide-Nelke), Drosera rotundifolia (Rundblättriger Sonnentau), Epilobium palustre (Sumpf-Weidenröschen), Epipactis helleborine agg. (Artengruppe Breitblättrige Stendelwurz), Epipactis palustris (Sumpf-Stendelwurz), Eriophorum angustifolium (Schmalblättriges Wollgras), Eriophorum latifolium (Breitblättriges Wollgras), Eriophorum vaginatum (Moor-Wollgras), Genista sagittalis (Flügel-Ginster), Gentianella campestris (Feld-Enzian), Hieracium lactucella (Geöhrtes Habichtskraut), Homogyne alpina Grüner (Alpenlattich), Jasione laevis (Ausdauernde Sandrapunzel), Jasione montana (Berg-Sandrapunzel), Juncus bulbosus (Zwiebel-Binse), Juncus squarrosus (Sparrige Binse), Juniperus communis (Gewöhnlicher Wacholder), Listera cordata (Herz-Zweiblatt), Lycopodium annotinum (Sprossender Bärlapp), Menyanthes trifoliata (Fieberklee), Moneses uniflora (Einblütiges Wintergrün), Orthilia secunda (Nickendes Wintergrün), Parnassia palustris (Herzblatt), Pedicularis palustris (Sumpf-Läusekraut), Pinguicula vulgaris (Gewöhnliches Fettkraut), Pinus mugo subsp. rotundata (Moor-Kiefer), Platanthera bifolia (Weiße Waldhyazinthe), Potentilla palustris (Blutauge), Scorzonera humilis (Niedrige Schwarzwurzel), Thesium pyrenaicum (Wiesen-Leinblatt), Trichophorum alpinum (Alpen-Wollgras), Trollius europaeus (Trollblume), Vaccinium oxycoccos agg. (Artengruppe Moosbeere), Vaccinium uliginosum (Gewöhnliche Moorbeere), Vaccinium vitis-idaea (Preiselbeere), Viola canina (Hunds-Veilchen), Viola palustris (Sumpf-Veilchen)
- Schmetterlinge

Boloria selene (Braunfleckiger Perlmuttfalter), Erebia ligea (Weißbindiger Mohrenfalter), Papilio machaon (Schwalbenschwanz)
- Geradflügler

Decticus verrucivorus (Warzenbeißer), Myrmeleotettix maculatus (Gefleckte Keulenschrecke), Psophus stridulus (Rotflügelige Schnarrschrecke), Stauroderus scalaris (Gebirgsgrashüpfer)